# Hinke Osinga
Hinke Maria Osinga (Dokkum, 25 de dezembro de 1969) é uma matemática neerlandesa, que trabalha com sistemas dinâmicos e teoria do caos, e desenvolve métodos numéricos para os mesmos.
Osinga estudou matemática e informática na Universidade de Groningen, com o diploma em 1991 (em matemática, orientada por Floris Takens), onde obteve um doutorado em 1996, orientada por Hendrik Broer, com a tese Computing invariant manifolds: variations on the graph transform. No pós-doutorado esteve de 1996 a 1998 na Universidade de Minnesota (Geometry Center) e em 1998/1999 no Instituto de Tecnologia da Califórnia (Caltech). Em 2000 foi lecturer na Universidade de Essex, a partir de 2001 na Universidade de Bristol, onde foi em 2005 reader e em 2011 professora. Foi em 2008/2009 pesquisadora visitante na Universidade Cornell e em 2011 professora de matemática aplicada na Universidade de Auckland.
Foi palestrante convidada do Congresso Internacional de Matemáticos em Seul (2014: Mathematics in Science and Technology.
É fellow da Sociedade Real da Nova Zelândia. Em 2015 foi eleita fellow da Society for Industrial and Applied Mathematics (SIAM).
Osinga é casada com o matemático Bernd Krauskopf.

## Obras
- Bernd Krauskopf, H.M. Osinga, J. Galán-Vioque (Eds.): Numerical Continuation Methods for Dynamical Systems: Path following and boundary value problems, Springer 2007
- S.J. Hogan, A.R. Champneys, B. Krauskopf, M. di Bernardo, R.E. Wilson, H.M. Osinga, M.E. Homer (Eds.): Nonlinear Dynamics and Chaos: Where do we go from here ?, Institute of Physics Publishing, 2002.